# إيرني غلين
إيرني غلين (بالإنجليزية: Ernie Glenn)‏ (12 أبريل 1902 في المملكة المتحدة - 25 فبراير 1965 بكوفنتري في المملكة المتحدة) هو لاعب كرة قدم بريطاني (وحمل سابقاً جنسية المملكة المتحدة لبريطانيا العظمى وأيرلندا) في مركز الظهير. لعب مع نادي بريستول سيتي وويلنهول تاون ‏.